# عبد العزيز بن عبد الله آل الشيخ
عبد العزيز بن عبد الله آل الشيخ (ولد 1362 هـ / 1943 م) عالم سعودي، ومفتي المملكة العربية السعودية، ورئيس هيئة كبار العلماء والبحوث العلمية والإفتاء. من أحفاد الشيخ محمد بن عبد الوهَّاب. وهو الخطيب السادس من خطباء عرفة في العهد السعودي، استمرَّ في خطابة الحجيج في مسجد نمرة 35 عامًا، من 1402- 1436هـ/ 1982- 2015م، وهو بذلك أطول خطيب يخطُب في عرفة على مدار تاريخ أمَّة الإسلام.

## نسبه وولادته
هو عبد العزيز بن عبد الله بن محمد بن عبد اللطيف بن عبد الرحمن بن حسن بن محمد بن عبد الوهاب، وهم من آل مُشَرَّف عشيرة من المَعاضيد من فخذ آل زاخِر الذين هم بطن من الوُهَبة من بني حنظلة من قبيلة بني تميم. ولد في مكة المكرمة يوم الأربعاء 6 صفر 1362هـ الموافق 10 فبراير 1943م. توفي والده وهو صغير لم يتجاوز الثامنة من عمره في عام 1370 هـ، وحفظ القرآن الكريم صغيرًا في عام 1373 هـ على يد الشيخ محمد بن سنان.

## طلبه للعلم ومشايخه
قرأ على الشيخ محمد بن إبراهيم آل الشيخ مفتي الديار السعودية كتاب التوحيد والأصول الثلاثة والأربعين النووية وذلك من عام 1374 هـ حتى عام 1380 هـ، كما قرأ على الشيخ عبد العزيز بن باز مفتي عام المملكة ورئيس هيئة كبار العلماء الفرائض في عام 1377 هـ وعام 1380 هـ، وقرأ على الشيخ عبد العزيز بن صالح المرشد الفرائض والنحو والتوحيد وذلك في عام 1379 هـ، وفي عام 1375 هـ و 1376 هـ قرأ على الشيخ عبد العزيز الشثري عمدة الأحكام وزاد المستقنع.
وفي عام 1374 هـ التحق بمعهد إمام الدعوة العلمي بالرياض ، ثم تخرج منه والتحق بكلية الشريعة بالرياض عام 1380 هـ وحصل على شهادة الليسانس في العلوم الشرعية واللغة العربية منها وذلك في العام الجامعي 1383 / 1384 هـ، ثم عين مدرسا في معهد إمام الدعوة العلمي بالرياض من عام 1384 هـ حتى عام 1392 هـ، وانتقل إلى كلية الشريعة بالرياض التابعة لجامعة الإمام محمد بن سعود الإسلامية حيث كان يعمل أستاذاً مشاركا فيها، وبالإضافة إلى التدريس بها يقوم بالإشراف والمناقشة لرسائل الماجستير والدكتوراه في كل من كلية الشريعة ، وأصول الدين، والمعهد العالي للقضاء التابع لجامعة الإمام محمد بن سعود الإسلامية ، وكلية الشريعة التابعة لجامعة أم القرى بمكة المكرمة، بالإضافة إلى التدريس بالمعهد العالي للقضاء بالرياض، والعضوية والمشاركة بالمجالس العلمية بالجامعة.

## مناصبه في الحكومة السعودية
أما التدرج الوظيفي فقد كان على النحو التالي:
1. مدرس بمعهد إمام الدعوة العلمي في 1/7/1384 هـ.
2. تولى الإمامة والخطابة في جامع الشيخ محمد بن إبراهيم بدخنة بالرياض بعد وفاة الشيخ محمد بن إبراهيم وذلك في عام 1389 هـ.
3. أستاذ مساعد بكلية الشريعة في 7/5/1399 هـ.
4. أستاذ مشارك بكلية الشريعة في 13/11/1400 هـ.
5. في عام 1402 هـ عين إمامًا وخطيبًا بمسجد نمرة بعرفة، واستمرَّ خطيبًا إلى 1436هـ.
6. في شهر شوال عام 1407 هـ عين عضوا في هيئة كبار العلماء.
7. انتقل من الجامعة بتاريخ 15/7/1412 هـ لتعيينه عضوا متفرغ في اللجنة الدائمة للبحوث العلمية والإفتاء بقرار رقم 1/76 وتاريخ 15/7/1412 هـ بالمرتبة الممتازة.
8. وفي شهر رمضان عام 1412 هـ عين إماما وخطيبا بجامع الإمام تركي بن عبد الله بالرياض.
9. صدر الأمر الملكي رقم 838 وتاريخ 25/8/1416 هـ بتعيينه نائباً للمفتي العام بمرتبة وزير.
10. صدر الأمر الملكي برقم أ/20 وتاريخ 29/1/1420 هـ بتعيينه مفتيا عاما للمملكة العربية السعودية ورئيسا لهيئة كبار العلماء والبحوث العلمية والإفتاء وبعد وفاة الشيخ عبد العزيز بن باز في (14 مايو 1999)

وله حضور مميز في المحافل العلمية، إضافة إلى المشاركة في الندوات وإلقاء المحاضرات والدروس، وكذلك المشاركة في البرامج الدينية في الإذاعة والتلفاز.

## أبناؤه
له أربعة أبناء هم:
- عبد الله بن عبد العزيز آل الشيخ، عضو هيئة التدريس بالمعهد العالي للقضاء التابع لجامعة الإمام محمد بن سعود الإسلامية. ونائب والده بامامة وخطابة جامع الإمام تركي بن عبد الله وذلك في 30\5\1428 هـ و المشرف على كرسي الشيخ عبد العزيز آل الشيخ للدراسات الفقهية المعاصرة في المجال الطبي وذلك في شهر رجب 1431.
- محمد بن عبد العزيز آل الشيخ
- عمر بن عبد العزيز آل الشيخ، موظف في الامانة العامة لمجلس التعاون لدول الخليج العربي.
- عبد الرحمن بن عبد العزيز آل الشيخ، مهندس في الهيئة العامة للسياحة والتراث الوطني.

## وصلات خارجية
- الموقع الرسمي للشيخ عبد العزيز آل الشيخ مفتي السعودية.
- صفحة الشيخ عبد العزيز آل الشيخ على موقع طريق الإسلام.